# Jean Auguste de Chastenet de Puységur
Pour les articles homonymes, voir Puységur (homonymie).
Jean Auguste de Chastenet de Puysegur est un prélat français né le 11 novembre 1740 à Rabastens et mort dans le même lieu le 14 août 1815. 

## Famille
Il est le fils de Pierre Hercule de Chastenet et de Jacquette Pages. Il est le frère de Louis Pierre de Chastenet de Puységur (1727 Rabastens-1807), secrétaire d'État à la Guerre du 30 novembre 1788 au 12 juillet 1789 et d'Armand Pierre de Chastenet (né en 1736), vicaire général d'Albi et abbé de l'abbaye de Valmagne de 1781 à 1790. Il est aussi le demi-frère de Jean Marie Louis de Chastenet, vicaire général de Rouen décédé en 1784. 
Le 8 mai 1781, c'est dans l'église parisienne de Saint-Roch qu'il célèbre le mariage d'Amand Marie Jacques de Chastenet de Puységur (1751-1825) avec Marguerite Baudard, fille de Claude Baudard de Saint-James, trésorier général de la Marine et des Colonies et Julie Augustine Thibault-Dubois.

## Carrière ecclésiastique

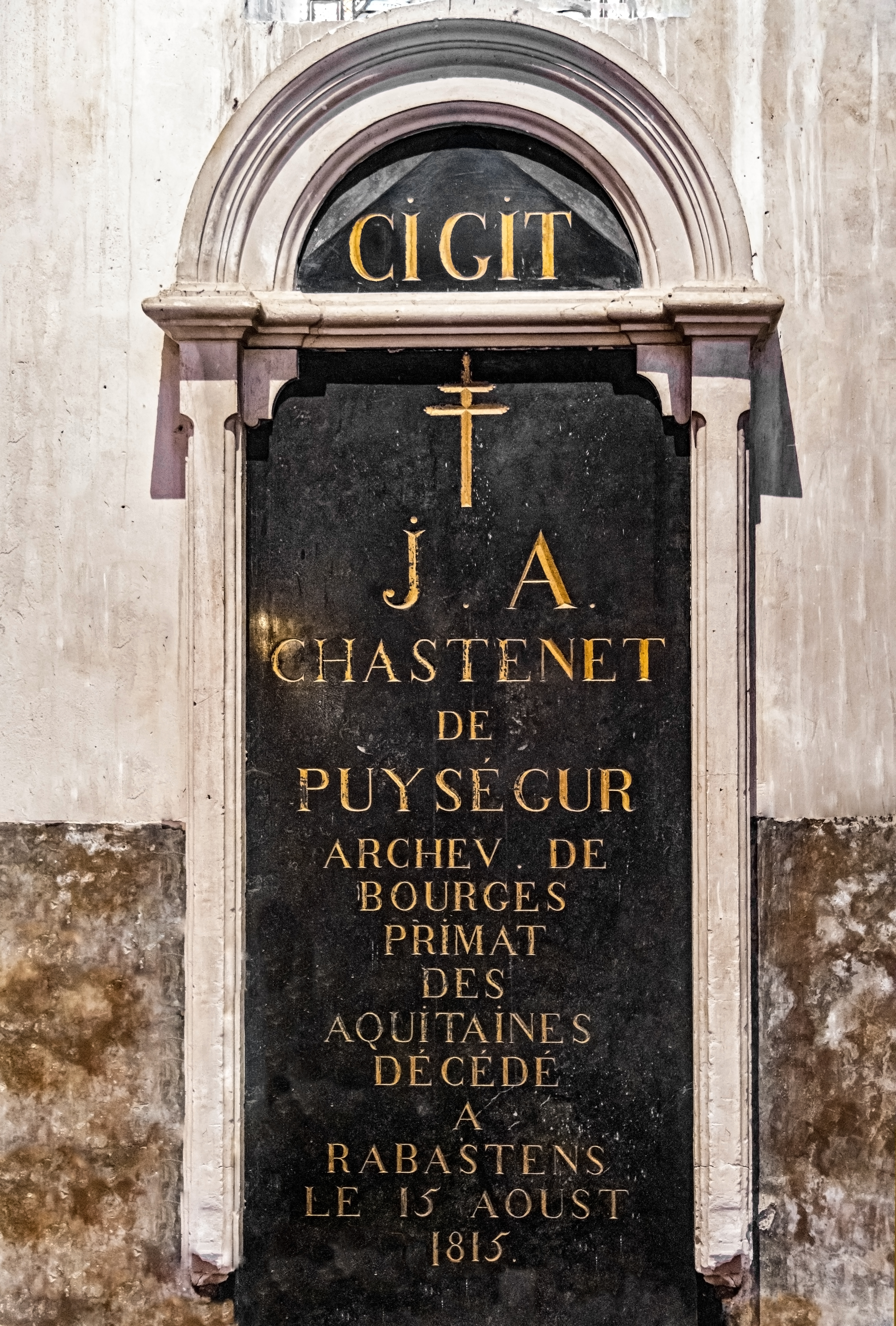
Tombe dans l'église Notre-Dame-du-Bourg de Rabastens

Jean Auguste de Chastenet de Puysegur est nommé évêque de Saint-Omer le 29 juin 1775, puis évêque de Carcassonne en 1778. En 1788, il devient archevêque de Bourges et primat des Aquitaines.
Il est élu député du clergé du bailliage du Berry aux états généraux de 1789.
Il émigre, il réside à Wolfenbüttel avec l'archevêque de Reims, Talleyrand-Périgord. Il est obligé de démissionner à cause du Concordat en 1802.
La résidence de plaisance des archevêques de Bourges, le domaine épiscopal de Turly est achetée comme bien national, aux enchères, le 15 février 1791 pour 91 200 livres, par Jean Demahis Dubreuzé père (1734-1806), bourgeois de Bourges et par la même occasion, Demahis Dubreuzé fait parvenir discrètement, en Allemagne, à l'archevêque 17 688 livres en billets à ordre, pour lui racheter en sous-main le mobilier du château de Turly, ce qui permet au prélat de vivre confortablement. Le comité de surveillance révolutionnaire de Bourges, découvre l'affaire le 5 ventôse an II (23 février 1794), ce qui vaut à Demahis Dubreuzé une incarcération immédiate à la maison d'arrêt des Ursulines de Bourges « comme suspecté d'incivisme et d'aristocratie ». Il est ordonné la saisie de ses biens le 27 mars 1794. La détente thermidorienne met fin à ces désagréments. Demahis Dubreuzé est libéré le 11 septembre 1794, sur ordre du représentant en mission Cherrier et retrouve ses biens.
De retour d'émigration, le prélat passe le reste de sa vie à Rabastens où il meurt en août 1815 à l'âge de 74 ans.